# El xip prodigiós
El xip prodigiós (títol original: Innerspace), és una pel·lícula estatunidenca dirigida per Joe Dante, estrenada l'any 1987 i protagonitzada per Dennis Quaid, Martin Short i Meg Ryan. Ha estat doblada al català.

## Argument
Tuck Pendleton, tinent de la marina americana inconformista i amant de la beguda, es presenta voluntari per una experiència científica molt arriscada. Miniaturitzat, al comandament d'un submergible de butxaca, té per missió explorar el sistema vital de l'organisme d'un conill. Però uns espies industrials envaeixen el laboratori per apoderar-se del xip que permet invertir el procés de miniaturitzatió. Durant la fugida d'un dels científics, Tuck es troba propulsat en el cos de Jack Putter, un empleat de supermercat, depressiu, acomplexat i hipocondríac amb el qual arriba a entrar en comunicació. Com que les seves reserves d'oxigen disminueixen d'hora en hora, Tuck és condemnat a una mort certa. Una carrera contra rellotge es posa en marxa per a salvar-lo.

## Repartiment
- Dennis Quaid: Tinent Tuck Pendleton
- Martin Short: Jack Putter
- Meg Ryan: Lydia Maxwell
- Kevin McCarthy: Victor Eugene Scrimshaw
- Fiona Lewis: Dr. Margaret Canker
- Vernon Wells: Mr. Igoe
- Robert Picardo: el Cow-boy
- Wendy Schaal: Wendy
- Harold Sylvester: Pete Blanchard
- Henry Gibson: Mr. Wormwood
- William Schallert: Dr. Greenbush
- John Hora: Dr. Ozzie Wexler
- Mark L. Taylor: Dr. David Niles
- Orson Bean: el director del periòdic de Lydia
- Kevin Hooks: Duane, un empleat del periòdic
- Kathleen Freeman: la dona en el malson de Jack
- Archie Hahn: el fals repartidor
- Dick Miller: el taxista
- Shawn Nelson: Wendell, un empleat de Vectorscope
- Terence McGovern: el director de l'agència de viatge
- Neil Ross: l'ordinador a bord del vaixell de Tuck (veu)
- Charles Aidman: l'speaker al banquet (veu en off)

## Al voltant de la pel·lícula
- El rodatge s'ha desenvolupat a Los Angeles, Ranxo Palos Verdes i San Francisco, a Califòrnia.
- El 1966, Richard Fleischer havia ja realitzat, amb El Viatge fantàstic, la història d'un submarí miniaturitzat i després injectat en un cos humà.[4]
- Cal destacar les aparicions de Chuck Jones, director d'un gran nombre d'episodis dels Looney Tunes, fent cua al supermercat, així com Joe Dante, com a empleat del laboratori Vectorscope atacat pels terroristes.

## Banda original
- Twistin' the Night Away, interpretada per Rod Stewart
- Is It Really Love?, interpretada per Narada Michael Walden
- Hypnotize Me, interpretada per Wang Chung
- Will I Ever Understand You, interpretada per Berlín
- Twistin' the Night Away, interpretada per Sam Cooke
- Cupid, interpretada per Sam Cooke
- I'm Any Old Cow Hand (From The Rio Grande), compost per Johnny Mercer